# Jeromesville
Jeromesville is een plaats (village) in de Amerikaanse staat Ohio, en valt bestuurlijk gezien onder Ashland County.

## Demografie
Bij de volkstelling in 2000 werd het aantal inwoners vastgesteld op 478.
In 2006 is het aantal inwoners door het United States Census Bureau geschat op 485, een stijging van 7 (1,5%).

## Geografie
Volgens het United States Census Bureau beslaat de plaats een oppervlakte van
0,9 km², geheel bestaande uit land. Jeromesville ligt op ongeveer 295 m boven zeeniveau.

## Plaatsen in de nabije omgeving
De onderstaande figuur toont nabijgelegen plaatsen in een straal van 20 km rond Jeromesville.